# 국악의 향기 (라디오 프로그램)
《국악의 향기》는 KBS 클래식FM(전국, 수도권 기준 FM 93.1MHz)과 KBS 한민족방송(AM 972, 6015, 1170kHz)에서 매일 새벽 5시부터 아침 6시까지 동시방송되는 정통 국악 전문 라디오 프로그램이다. 단, 이 프로그램은 모두 전국방송이다.

## DJ
- 정지원 아나운서 (여)

## 역대 DJ
- 고민정 전 아나운서 (여)
- 김보민 아나운서 (여)
- 김관동 전 아나운서 (남)
- 김윤지 전 아나운서 (여)
- 이승현 아나운서 (여)
- 변우영 아나운서 (여)
- 최원정 아나운서 (여)

## 시그널
- 정길선 - 이른 아침